# Bravo-Jahrescharts 1970
Die Fangemeinde von Roy Black bringt ihn wieder mal auf den ersten Platz. Aus den USA begeistert das Duo Simon and Garfunkel mit ihrem Album Bridge over Troubled Water die deutschen Fans genauso wie den Rest der Welt. In Deutschland wird die Auskopplung El Condor Pasa (If I Could) der größte Hit. Sommerhit des Jahres wird der ewige Sommerhit In the Summertime von Mungo Jerry. Eine der langlebigsten Karrieren in der deutschen Popszene beginnt mit dem ersten Hit von Peter Maffay auf Platz 9.

## Bravo-Jahrescharts 1970
1. Dein schönstes Geschenk – Roy Black – 369 Punkte
2. El Condor Pasa (If I Could) – Simon and Garfunkel – 341 Punkte
3. Yellow River – Christie – 336 Punkte
4. In the Summertime – Mungo Jerry – 325 Punkte
5. Lola – The Kinks – 318 Punkte
6. I.O.I.O. – The Bee Gees – 301 Punkte
7. A Song of Joy – Miguel Ríos – 293 Punkte
8. Whole Lotta Love – Led Zeppelin – 287 Punkte
9. Du – Peter Maffay – 283 Punkte
10. Up Around the Bend – Creedence Clearwater Revival – 263 Punkte

## Bravo-Otto-Wahl 1970

### Beat-Gruppen
1. Goldener Otto: The Beatles
2. Silberner Otto: The Archies
3. Bronzener Otto: The Hollies

### Sänger
1. Goldener Otto: Roy Black
2. Silberner Otto: Barry Ryan
3. Bronzener Otto: Ricky Shayne

### Sängerinnen
1. Goldener Otto: Manuela
2. Silberner Otto: France Gall
3. Bronzener Otto: Wencke Myhre